# Hot R. S.
Hot R. S. néven 1977 és 1980 között jelentek meg lemezek. A dél-afrikai Johannesburgból származó disco-rock együttes tulajdonképpen „fantomzenekar” volt, amely kizárólag stúdiófelvételeket készített, élő fellépései nem voltak, és fotók sem készültek a csapatról. A Hot R. S. név a House of the Rising Sun rövidítéséből származik: a The Animals 1964-es örökzöldjének feldolgozása volt ugyanis az együttes első felvétele. A dal különböző hosszúságú változatokban jelent meg: a legismertebb egy bő 10 perces verzió, de a teljes változat közel negyedóra, ami az együttes mindössze 3 számot tartalmazó debütáló albumán hallható. 1978-ban jelent meg a Hot R. S. második nagylemeze, a Forbidden Fruit. Ennek slágere az a megamix volt, amely az Iron Butterfly 1968-as rockklasszikusa, az In-A-Gadda-Da-Vida és Frankie Vaughan 1957-es Garden of Eden című felvétele alapján készült, természetesen diszkóritmusban. 1980-ban került az üzletekbe a harmadik, utolsó Hot R. S.-album, a Heads or Tails. Ezen szerepelt egy Quincy Jones-szerzemény, a Money Runner feldolgozása is. A Hot R. S. név ezután gyakorlatilag eltűnt a könnyűzenei piacról, és csak a különböző speciális válogatásokon bukkant fel egy-egy régebbi felvételük. A nosztalgiázni vágyók kedvéért 1997-ben megjelent egy CD-n az együttes két utolsó nagylemeze, 2003-ban pedig egy válogatást is piacra dobtak tőlük. A Hot R. S. lemezein közreműködő muzsikusok közül Trevor Rabin később a Yes együttes tagja lett, Robert-John „Mutt” Lange pedig zenei producer (Def Leppard, AC/DC, The Cars, The Corrs, Bryan Adams). Duncan MacKay olyan művészekkel dolgozott együtt, mint például Kate Bush, az Alan Parsons Project és a 10cc, de szólólemezeket is kiadott. Cedric Samsont 1998-ban Grammy-díjra jelölték egy Nelson Mandela tiszteletére írt szerzeményéért.

## Közreműködők
- Dan Hill (billentyűs hangszerek)
- Kevin Kruger (dobok, billentyűs hangszerek)
- Mercedes Kornfield (ének)
- Penny Croft (ének)
- René Veldsman (ének)
- Robert-John „Mutt” Lange (gitár)
- Trevor Rabin (gitár, basszusgitár, billentyűs hangszerek)
- Cedric Samson (dobok)
- Duncan MacKay (billentyűs hangszerek)
- John Weddepohl (ének)
- Aiden „Dooley” Mason (gitár)
- Stewart Irving (ének)
- Cindy Alter (háttérvokál)

## Ismertebb lemezei

### Kislemezek, maxik
- 1977 House of the Rising Sun / Slow Blow
- 1978 House of the Rising Sun (6:45) / House of the Rising Sun (4:00)
- 1978 Delta Queen
- 1978 Temptation
- 1980 Doublecross
- 1982 House of the Rising Sun / Slow Blow

### Albumok
- 1977 House of the Rising Sun
- 1978 Forbidden Fruit
- 1980 Heads or Tails
- 1997 Forbidden Fruits and Other Delights (a Forbidden Fruit és a Heads or Tails anyaga egy CD-n)
- 2003 Hot RS II – I Get So Excited (válogatás)

## Külső hivatkozások

### Weboldalak
- Az együttesről röviden
- A Hot R. S.-ről angol nyelven

### Zene
- Slow Blow (csak zene)
- Temptation (csak zene)
- Delta Queen (csak zene)